# Bundesliga Femenina 2000-01
La Bundesliga Femenina 2000-01 fue la 11.ª edición de la máxima categoría de la liga de fútbol femenino de Alemania. Comenzó el 15 de octubre de 2000 y terminó el 10 de junio de 2001. El equipo campeón fue 1. FFC Frankfurt y el subcampeón 1. FFC Turbine Potsdam que además se clasificaron a la Liga de Campeones Femenina de la UEFA.

## Clasificación
| Pos. | Equipo                   | Pts. | PJ | G  | E | P  | GF | GC | Dif. | Clasificación o descenso     |
| ---- | ------------------------ | ---- | -- | -- | - | -- | -- | -- | ---- | ---------------------------- |
| 1    | 1. FFC Frankfurt (C)     | 54   | 22 | 17 | 3 | 2  | 81 | 17 | +64  | Calificó a Liga de Campeones |
| 2    | 1. FFC Turbine Potsdam   | 44   | 22 | 13 | 5 | 4  | 63 | 17 | +46  | Calificó a Liga de Campeones |
| 3    | FCR 2001 Duisburg        | 40   | 22 | 12 | 4 | 6  | 43 | 39 | +4   |                              |
| 4    | Brauweiler Pulheim       | 37   | 22 | 12 | 1 | 9  | 56 | 32 | +24  |                              |
| 5    | FFC Flaesheim-Hillen     | 33   | 22 | 9  | 6 | 7  | 30 | 25 | +5   |                              |
| 6    | FC Bayern Múnich         | 33   | 22 | 10 | 3 | 9  | 45 | 52 | −7   |                              |
| 7    | FSV Frankfurt            | 28   | 22 | 7  | 7 | 8  | 28 | 37 | −9   |                              |
| 8    | Sportfreunde Siegen      | 26   | 22 | 7  | 5 | 10 | 28 | 46 | −18  |                              |
| 9    | SC 07 Bad Neuenahr       | 26   | 22 | 7  | 5 | 10 | 36 | 55 | −19  |                              |
| 10   | WSV Wolfsburg-Wendschott | 20   | 22 | 5  | 5 | 12 | 30 | 48 | −18  |                              |
| 11   | Heike Rheine             | 20   | 22 | 5  | 5 | 12 | 28 | 52 | −24  | Desciende a 2. Bundesliga    |
| 12   | 1. FC Saarbrücken        | 9    | 22 | 2  | 3 | 17 | 18 | 66 | −48  | Desciende a 2. Bundesliga    |

 Fuente: 

## Goleadoras

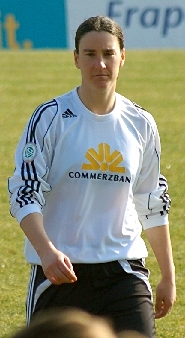
Birgit Prinz, goleadora de la temporada.

| Posición | Jugadora         | Club                   | Goles |
| -------- | ---------------- | ---------------------- | ----- |
| 1        | Birgit Prinz     | 1. FFC Frankfurt       | 24    |
| 2        | Conny Pohlers    | 1. FFC Turbine Potsdam | 23    |
| 3        | Claudia Müller   | WSV Wolfsburg          | 18    |
| 4        | Martina Müller   | SC 07 Bad Neuenahr     | 17    |
| 5        | Inka Grings      | FCR 2001 Duisburg      | 16    |
| 5        | Jennifer Meier   | 1. FFC Frankfurt       | 16    |
| 7        | Petra Unterbrink | Brauweiler Pulheim     | 15    |
| 8        | Petra Wimbersky  | FC Bayern Múnich       | 13    |
| 9        | Renate Lingor    | 1. FFC Frankfurt       | 12    |
| 10       | Patrizia Barucha | FSV Frankfurt          | 11    |